# Mycopan scabripes
Mycopan scabripes (Murrill) Redhead, Moncalvo & Vilgalys – gatunek grzybów z rodziny grzybówkowatych (Mycenaceae).

## Systematyka i nazewnictwo
Pozycja w klasyfikacji według Index Fungorum: Mycopan, Mycenaceae, Agaricales, Agaricomycetidae, Agaricomycetes, Agaricomycotina, Basidiomycota, Fungi.
Po raz pierwszy opisał go w 2013 r. William Alphonso Murrill, nadając mu nazwę Prunulus scabripes. W 2013 r. Scott Alan Redhead, Jean-Marc Moncalvo i Rytas J. Vilgalys przenieśli go do utworzonego przez siebie rodzaju Mycopan (takson monotypowy).
Synonimy:
- Hydropus scabripes (Murrill) Singer 1962
- Hydropus scabripes var. quadrisporus Bas 1998
- Mycena scabripes (Murrill) Murrill 1916
- Prunulus scabripes Murrill 1916[2].

## Morfologia
Kapelusz
Średnica 1,6-4,6 (5,5) cm, kształt stożkowo-wypukły, potem wypukły do prawie dzwonkowatego, w końcu wypukły z dużym wyraźnym garbkiem. Powierzchnia naga, owłosiona lub lekko szorstka, częściowo higrofaniczna lub niehigrofaniczna, ciemnobrązowa, ciemnożółtobrązowa lub bardzo ciemnoszarobrązowa, rzadko prawie czarna. Brzeg przezroczyście żłobkowany do 1/2–2/3 średnicy, nieco jaśniejszy.
Blaszki
Wąsko przyrośnięte lub nieco zbiegające na trzon, średniej szerokości, średnio gęste, białawe do bardzo bladoszarawych. Krawędzie delikatnie strzępiaste i nieco jaśniejsze.
Trzon
Wysokość 3–7 cm, grubość 0,2-0,6(0,7) cm, równy lub nieco rozszerzający się w kierunku podstawy, proste lub zakrzywiony, u podstawy często z wyraźną grzybnią. Powierzchnia biała lub bardzo jasna, włóknista lub łuskowata, szczególnie w kierunku wierzchołka, z łuskami w tym samym kolorze, brązowymi lub szarobrązowymi.
Miąższ
Cienki, w kapeluszu białawy, w trzonie nieco żółtawoszary, bez wyraźnego zapachu i smaku.
Cechy mikroskopowe
Podstawki 26– 45 x (6)7–10(12) μm, wąsko maczugowate do prawie cylindrycznych, cienkościenne, szkliste, czasami na wierzchołkach słabo amyloidalne, z 1-4 sterygmami. Bazydiospory elipsoidalne z szeroko zaokrąglonymi wierzchołkami, rzadko nieco migdałkowate i nieco zwężające się ku wnęce zarodkowej, cienkościenne, o powierzchni gładkiej lub gruboziarnistej, często z ziarnistą zawartością, słabo lub dość silnie amyloidalne, cyjanofilne, 7,5 –10,5 × 4,9–6,8 µm, średnio 9 × 5,9 µm, Q = 1,37–1,72. Cheilocystydy butelkowate, półwrzecionowate do niemal cylindrycznych z szeroko zaokrąglonymi wierzchołkami, często z wąską szypułką o długości do 20(25) μm i na środku napęczniałą do średnicy 25 μm, cienkościenne, szkliste, często z ziarnistą zawartością, czasem pokryte substancją śluzową zawierającą zarodniki lub osady krystaliczne, 50–90(120) x 10–20 (25) μm. Bardzo liczne pleurocystydy, kształtem i rozmiarem podobne do cheilocystyd. Kaulocystydy podobne do cystyd w hymenium, kręte, czasami septowane, cienkościenne, szkliste lub z brązową zawartością, krótsze, (25)35–70(85) x 5–15 (20) μm.

## Występowanie i siedlisko
Podano stanowiska tego gatunku w Ameryce Północnej, Europie i azjatyckich terenach Rosji. Gatunek rzadki. Brak go w opracowanym w 2003 r. przez Władysława Wojewodę wykazie wielkoowocnikowych grzybów podstawkowych Polski, ale w późniejszych latach podano jego stanowiska (jako Hydropus scabripes). Aktualne stanowiska podaje także internetowy atlas grzybów. Znajduje się w nim na liście gatunków zagrożonych i wartych objęcia ochroną.
Naziemny i nadrzewny grzyb saprotroficzny występujący na próchniejącym drewnie zmieszanym ze ściółką leśną, często także na pniach lub pniakach drzew liściastych, zwłaszcza bukowych.